# Fase geométrica
En física, se llama fase geométrica a la fase que adquiere un sistema al efectuar una trayectoria que lo devuelve al punto original, mientras se encuentra sujeto a un parámetro que cambia de forma adiabática. El fenómeno fue descubierto por primera vez en 1956 por Shivaramakrishnan Pancharatnam, y redescubierto en 1984 por Michael Berry.
Al integrar la ecuación de Schrödinger dependiente del tiempo a través de un bucle cerrado, es posible aplicar el teorema de Stokes para transformar la integral de línea en una integral de superficie. Esto permite relacionar la fase geométrica que se adquiere con cada bucle con el ángulo sólido definido por la trayectoria del sistema con respecto a un punto de degeneración, como puede ser una intersección cónica.
La fase geométrica se relaciona con el efecto Aharonov-Bohm, y es relevante en sistemas con un efecto Jahn-Teller dinámico, en sistemas cuánticos regidos por la electrodinámica cuántica, como la propagación de luz polarizada e incluso en sistemas plenamente clásicos como el péndulo de Foucault.